# Lucyna Langer
Lucyna Langer, ou Lucyna Kałek depois de casada (Mysłowice, 9 de janeiro de 1956) é uma ex-atleta polaca, especialista em corridas de barreiras altas. Foi campeã europeia em 1982 e ganhou a medalha de bronze nos Jogos Olímpicos de 1980, disputados em Moscovo.